# Saint-Amant-Roche-Savine
Saint-Amant-Roche-Savine è un comune francese di 569 abitanti situato nel dipartimento del Puy-de-Dôme nella regione dell'Alvernia-Rodano-Alpi.

## Società

### Evoluzione demografica
Abitanti censiti